# Glattjoch Straße
Die Glattjoch Straße (B 75) ist eine Landesstraße in Österreich. Ihre gesamte Länge beträgt 34,1 km. Im Gegensatz zu den übrigen (ehemaligen) Bundesstraßen wird die Glattjoch Straße durch die Wölzer Tauern in zwei Teile geteilt. Benannt ist die Straße nach dem Glattjoch, einem Gebirgspass in den Wölzer Tauern, der zwischen den beiden Teilen liegt.

## Verlauf
Der nördliche Teil der Glattjoch Straße beginnt in Pürgg-Trautenfels im Tal der Enns und führt durch das Tal des Donnersbaches bis an den Fuß des Glattjochs. Der südliche Teil führt von Niederwölz im Tal der Mur nach Oberwölz. Die ursprünglich geplante Verbindung über das Glattjoch wurde nicht realisiert.

## Geschichte
Durch einen Beschluss des steirischen Landtages vom 21. Jänner 1896 wurde die Straße von Niederwölz bis Oberwölz zu einer Bezirksstraße I. Klasse aufgewertet. Seit dem 1. April 1938 werden die Bezirksstraßen I. Ordnung in der Steiermark als Landesstraßen geführt.
Die Glattjoch Straße gehörte seit dem 1. Jänner 1973 zum Netz der Bundesstraßen in Österreich.